# 旧县街道 (曲靖市)
旧县街道，是中华人民共和国云南省曲靖市马龙区下辖的一个街道办事处。
2013年10月20日，云南省人民政府批复同意撤销旧县镇，设立旧县街道。

## 行政区划
旧县街道下辖以下地区：
旧县社区、九龙社区、小房子村、袜度村、白塔村、红桥村、照和村、良家田村、龙海村和高堡村。

## 中国传统村落
2013年8月，黄土坡村被评为第二批中国传统村落。